# Модернізм у Дрогобичі
«Модернізм у Дрогобичі» – вікістаття про модерністську спадщину Дрогобича та Дрогобицького району.

## Функціоналізм
У Дрогобичі зберіглась велика кількість функціоналістських будівель польського періоду, які представляють собою малоповерхові будинки. Розташовані вони на околицях центру міста та здовж кількох старих магістральних вулиць, як: Війтівська гора або 22-го січня.

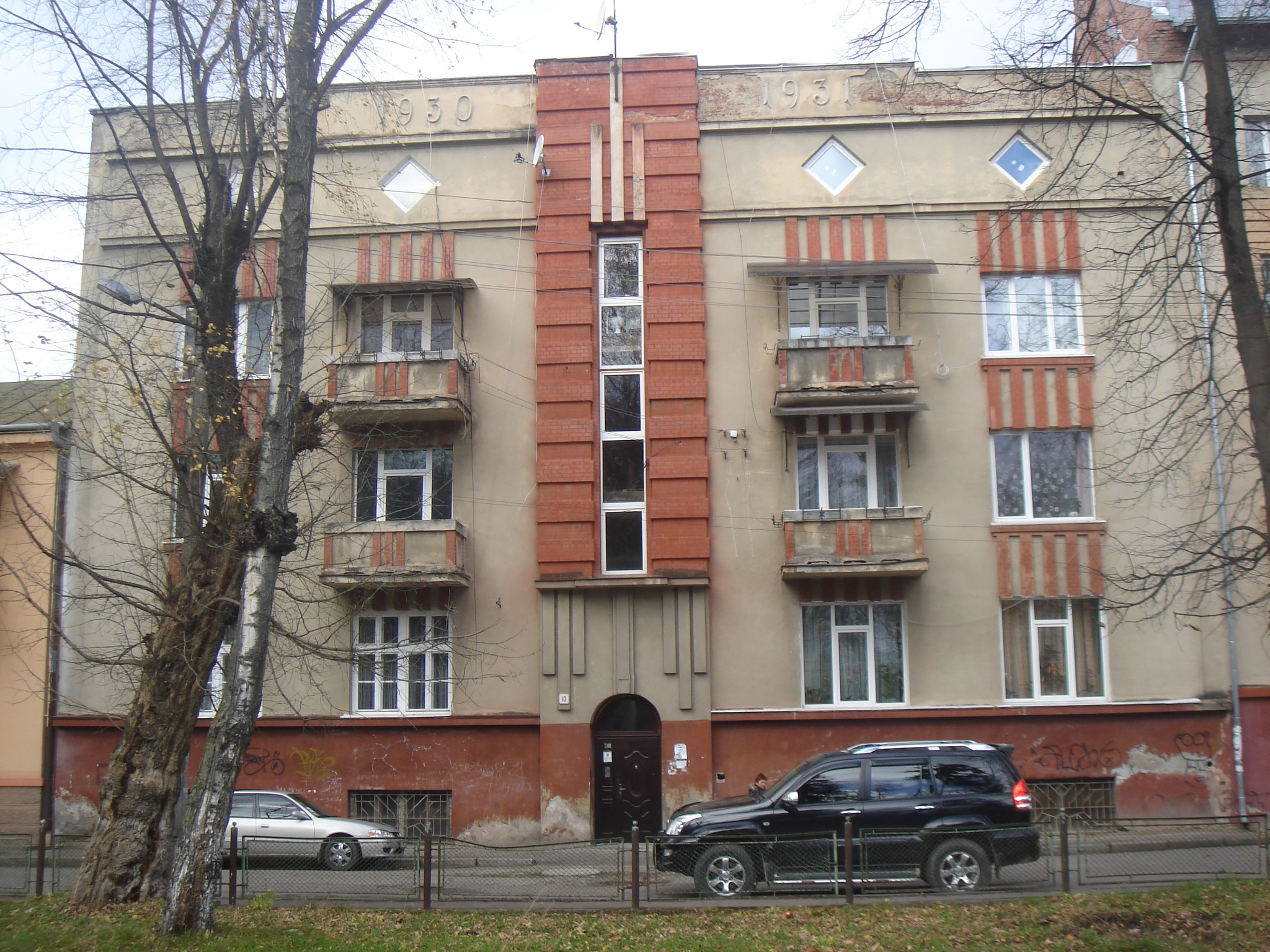
Вул. Шопена, №10
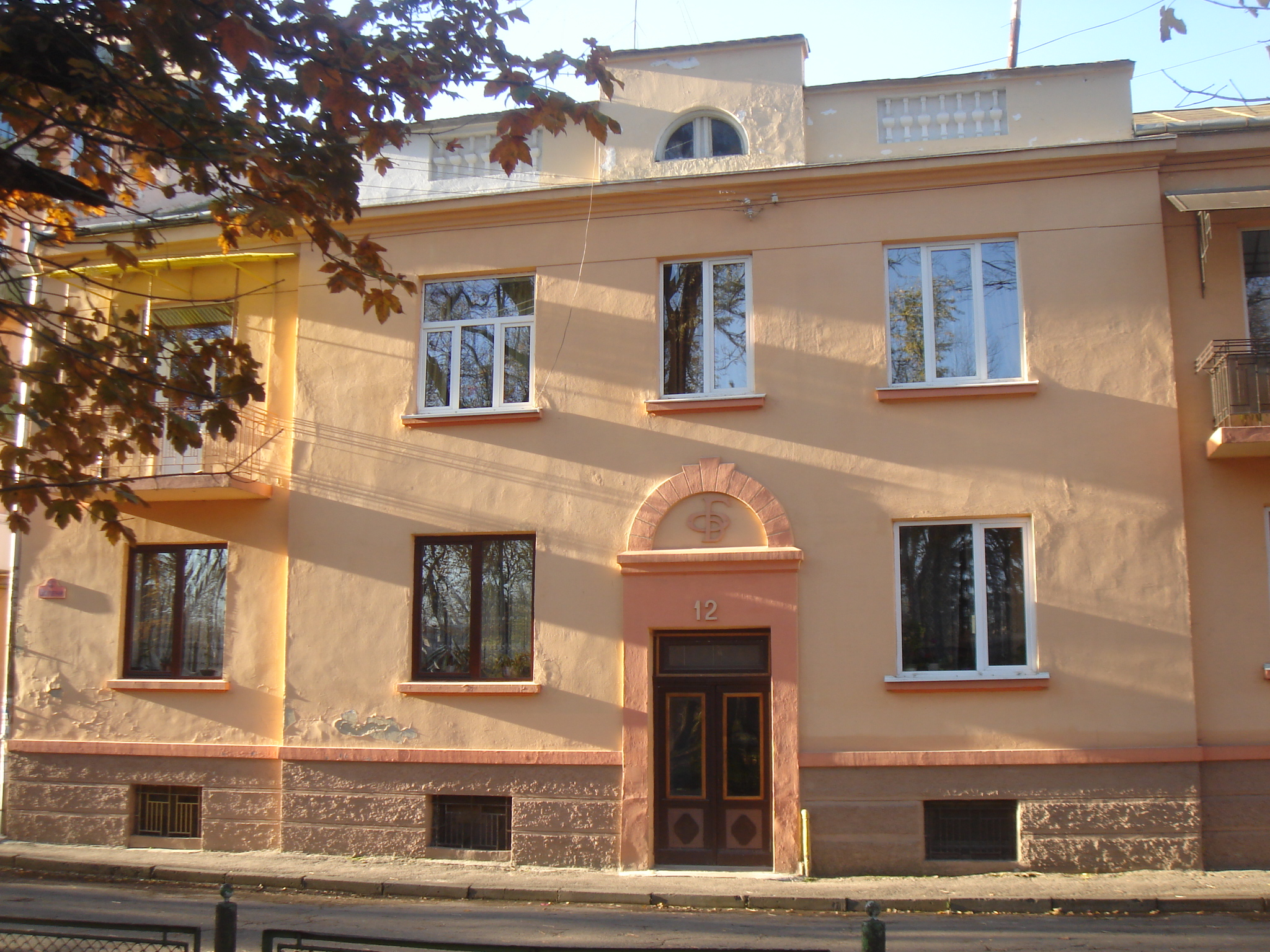
Вул. Шопена, №12
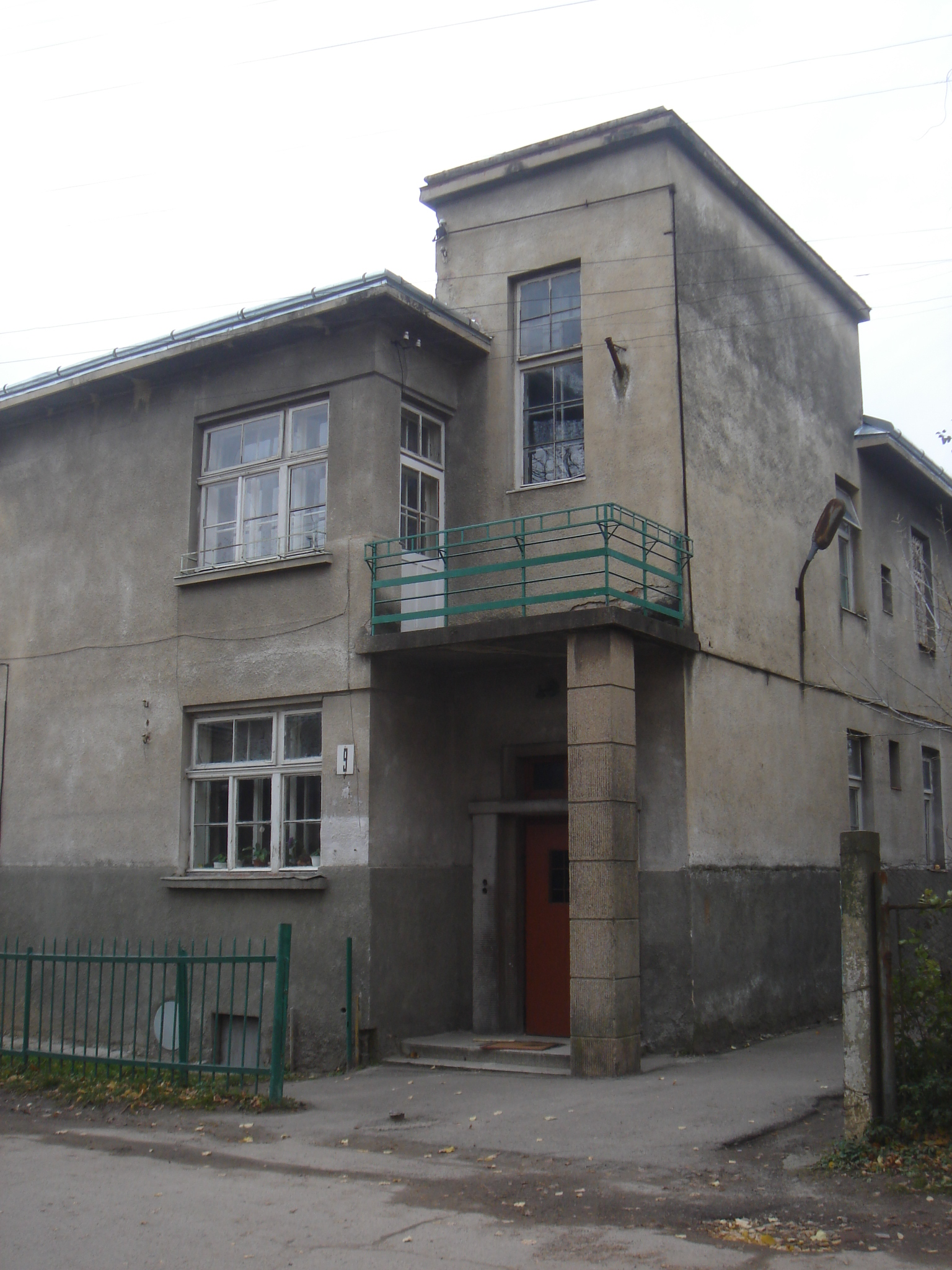
Вул. Чмоли, №9
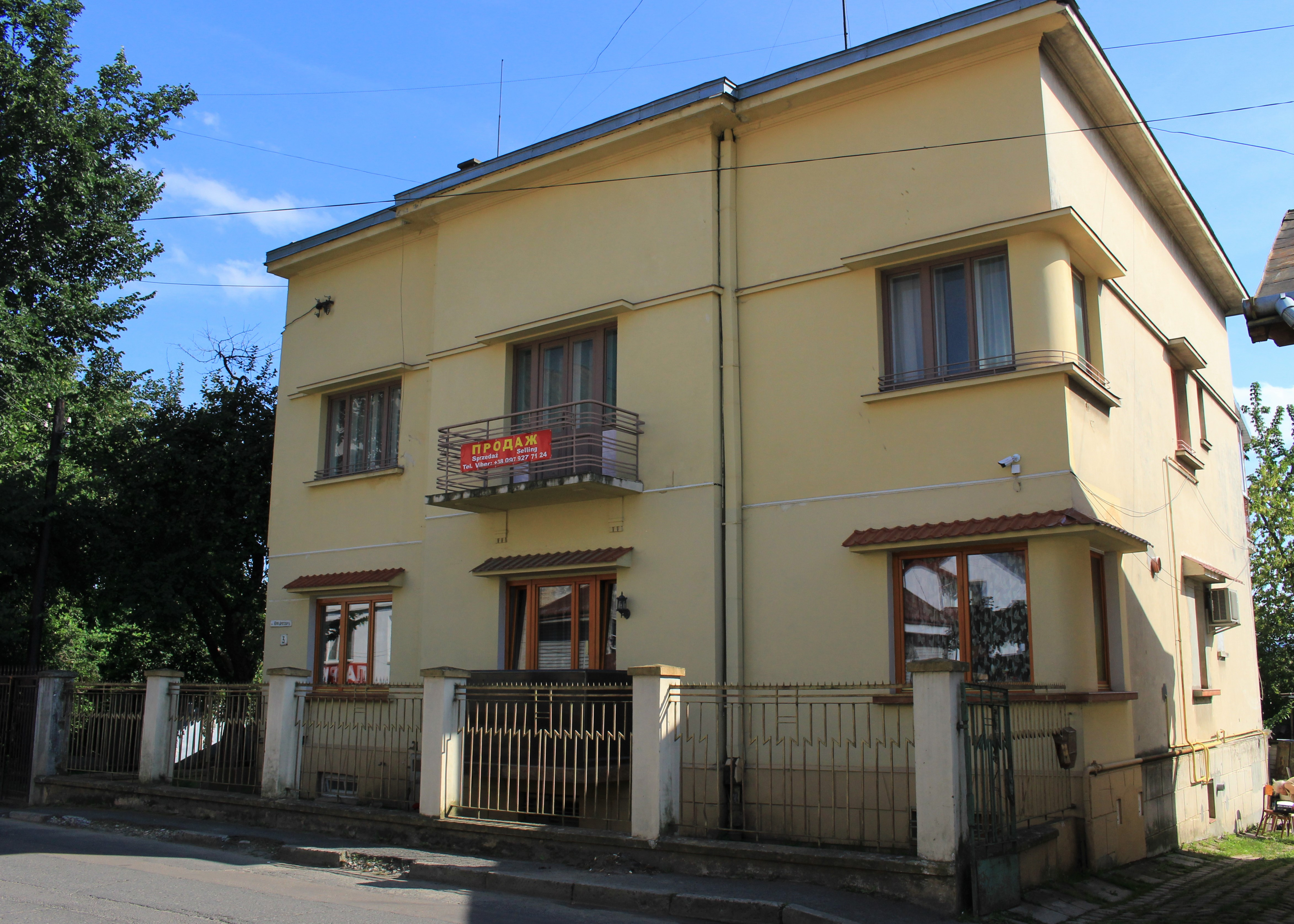
Вул. Юрія Дрогобича, 3

### Центральна пошта
Будівля збудована в 1930 році за проєктом архітектора Вітольда Мінкевича і є яскравим зразком модерністської архітектури міжвоєнного періоду. Розташована в самому серці Борислава на вулиці Данила Галицького
Архітектура пошти вирізняється мінімалістичною естетикою, стриманими формами та функціональністю, характерними для модернізму. Однак справжньою прикрасою будівлі є декоративний вінтажний елемент над головним входом. За словами історика Романа Швеця, вінтаж міг бути створений за участі знаменитого американського архітектора Френка Ллойда Райта.

### Функціоналістська капличка
У 1930-х на Млинках почалося спорудження римо-католицької каплиці. Головним спонсором спорудження виступила рафінерія «Галіція», яка виділила на це свій персонал та головного будівничого заводу — Фелікса Ляховича.
Споруда вирізняється своїм стриманим фасадом. Всередині знаходиться дерев'яний вівтар ручної роботи Ляховича.

## Неомодернізм
Після війни в Дрогобичі гостро стало житлове питання — в тоді ще обласному центрі більша частина населення проживала в мазанках та поспіх зведених бараках, а численні кам'яниці, що були збудовані ще за Австрії та Польщі, лежали в руїнах. Тож у перші післявоєнні роки, коли радянська влада міцно осіла на Дрогобиччині, почалися величезні житлобудівні кампанії на сучасних вулицях Цвинтарна, Княгині Ольги, Грушевського, Володимира Великого, Стрийська, а пізніше — Самбірській та Коновальця.

### Колишня будівля ПІ «Містопроект»
Дрогобицький «Містопроект» славиться своєю любов'ю до будівель-домінант — так ще в 1966 році, коли в Дрогобичі тільки була відкрита філія львівського проектного інституту, вона одразу розташувалася у кутовому модерністському шестиповерховому будинку, який тоді ще був найвищим у місті. Недивно, що конкретно на цій споруді висів кількаметровий барельєф профілю Леніна.
Будівля за адресом вулиця Данила Галицького, №1 являє собою радянську офісну будівлю із схожою на вежу надбудовою на куті споруди, де колись і висів барельєф профілю Леніна.

### Басейн «Синевир»
Свого модерністського забарвлення споруда басейну набула в 1970-х роках.
Будівля басейну являє собою архітектуру брежнєвського періоду – прямокутні форми будівель, пілястри, а при вході нас зустрічає барельєф із зображенням сонця, хвиль та підлітків, що граються з м'ячом.
На «Синевирі», окрім місцевих колективів, проводили тренування збірні та олімпійські команди СРСР та України.
У 2008 році припинив функціонування та знаходиться у занедбаному стані.

### Сучасна будівля ПІ «Містопроект»
Друга ж будівля ПІ «Містопроект», споруджена гіпотетично в 1970-х роках (за непідтвердженими даними в 1976 році), вже не була такою помпезною у висотному плані, але вирізнялася своєю деталізацією.
Будівля розташована на схилі, що добре обіграно в проекті будівлі, адже перші два поверхи із актовим залом, який, разом із всім другим поверхом, немов нависає над прохожим, розташовані на площині внизу схилу, той час як решта чотири поверхи розташовані вже на вершині схилу. Суцільноценетний фасад розбавлений зеленими вставками, віконні рами виконані у подобі нависаючих дашків, а вентиляційні виходи виконані у формі квадратів, що витягуються із площини будівлі, також будівля має схожу на вежу надбудову.

## Бруталізм

### Меморіал слави «Кладовище радянських воїнів»
У часи Другої світової війни на місці меморіалу знаходилося стихійне кладовище радянських військових із декількома братськими могилами. Після війни на місці кладовища створили меморіал, встановивши намогильні пам'ятники. Але в 1974 році, на честь 30-ї річниці визволення міста, розпочали генеральну реконструкцію меморіалу, надавши їй характерного бруталістського забарвлення. Архітекторами проекту були Остап Федоришин і Петро Сметана, скульптором – Валентин Борисенко.
Дискусія на тему знесення меморіалу розгорілась ще в 2021 році, коли міська рада, користуючись законом «Про Декомунізацію», ухвалила рішення про демонтаж. Тоді демонтувати скульптури завадив статус меморіалу як кладовища, який сковував дії місцевої влади.

20 квітня 2022 року скульптуру та пам'ятник жінки було знесено.

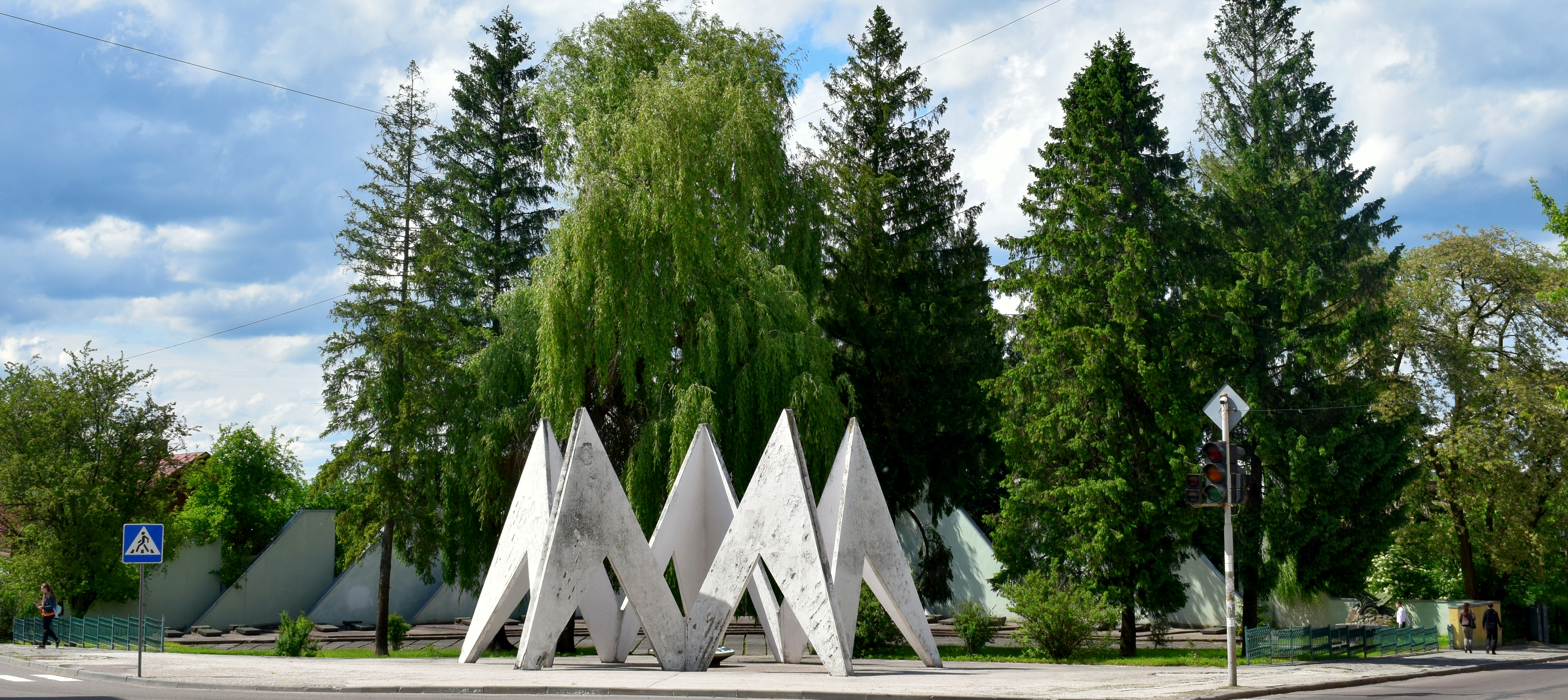
Загальний вигляд
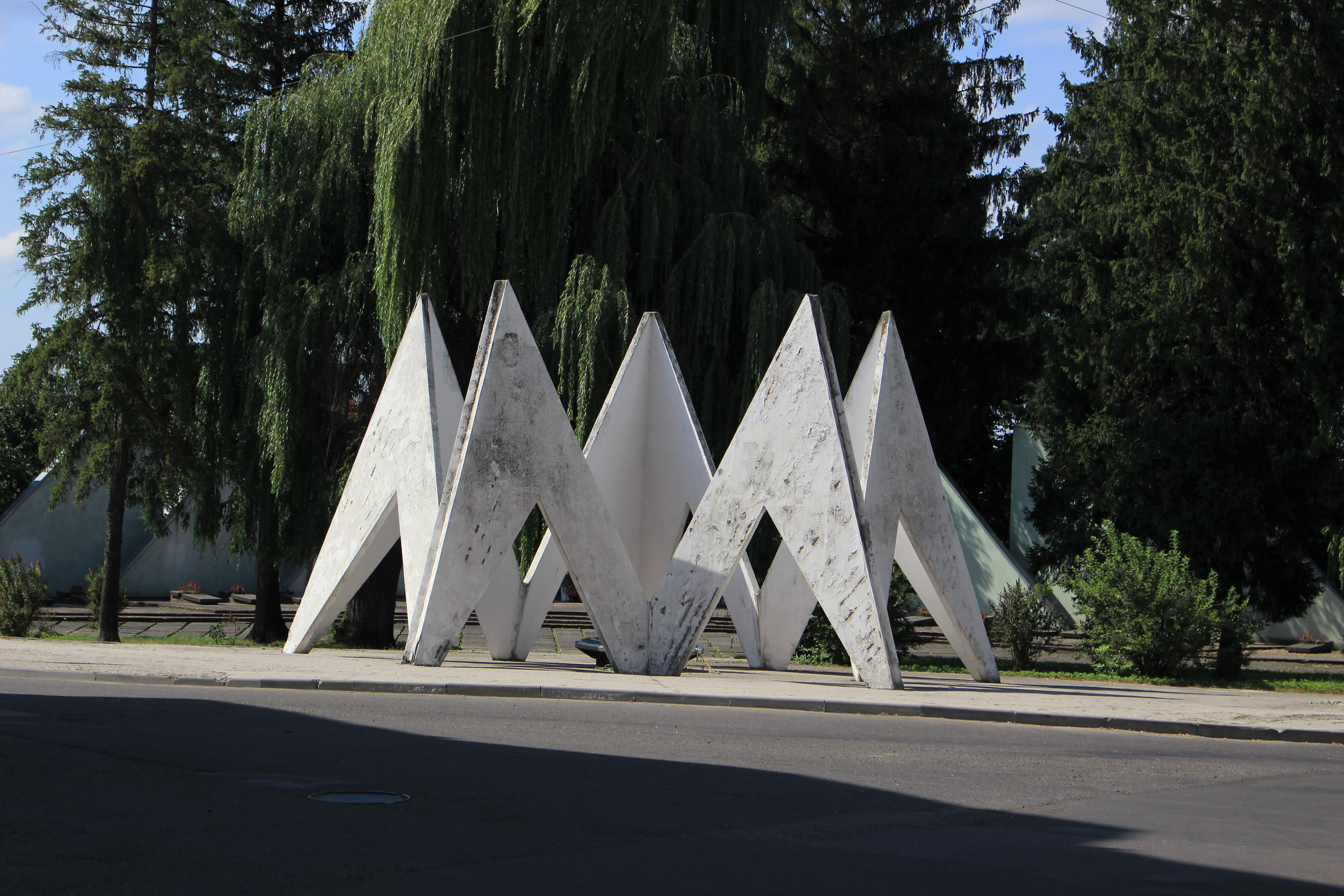
Скульптура

## Регіоналізм

### Готель «Тустань»
У 1987 році на Площі Тараса Шевченка було споруджено готель «Тустань», який став справжньою візитівкою Дрогобича.
У радянські часи готель вважався дуже престижним – туди селили гостей республіканського значення. Всередині він був дорого оздоблений мармуром та деревом, панно з місцевими бойківськими мотивами прикрашало стіни, а між поверхами їздив ліфт. Холи мали панорамні вікна з яких відкривався вид на Площу Шевченка та Хоральну синагогу. Сам ж готель розташовувався у 5 хвилинах ходьби від ратуші.
Головна архітектурна візитівка «Тустань» – скатний дах із коричневою черепицею, що є спадковістю від місцевої архітектурної традиції.

## Монументально-декоративне мистецтво

### Сграфіто на фасаді Дрогобицького коледжу нафти і газу.
Сграфіто створене при будівництві нового головного корпусу Дрогобицького коледжу нафти і газу.

### Сграфіто «Книгарня "Каменяр"»
Сграфіто, ймовірно, створене в 1960-х роках під відкриття книгарні «Каменяр», розташованої на першому поверсі будинку. Воно тематично пов’язане з назвою книгарні.

### Інтер'єр санаторію «Дніпро»

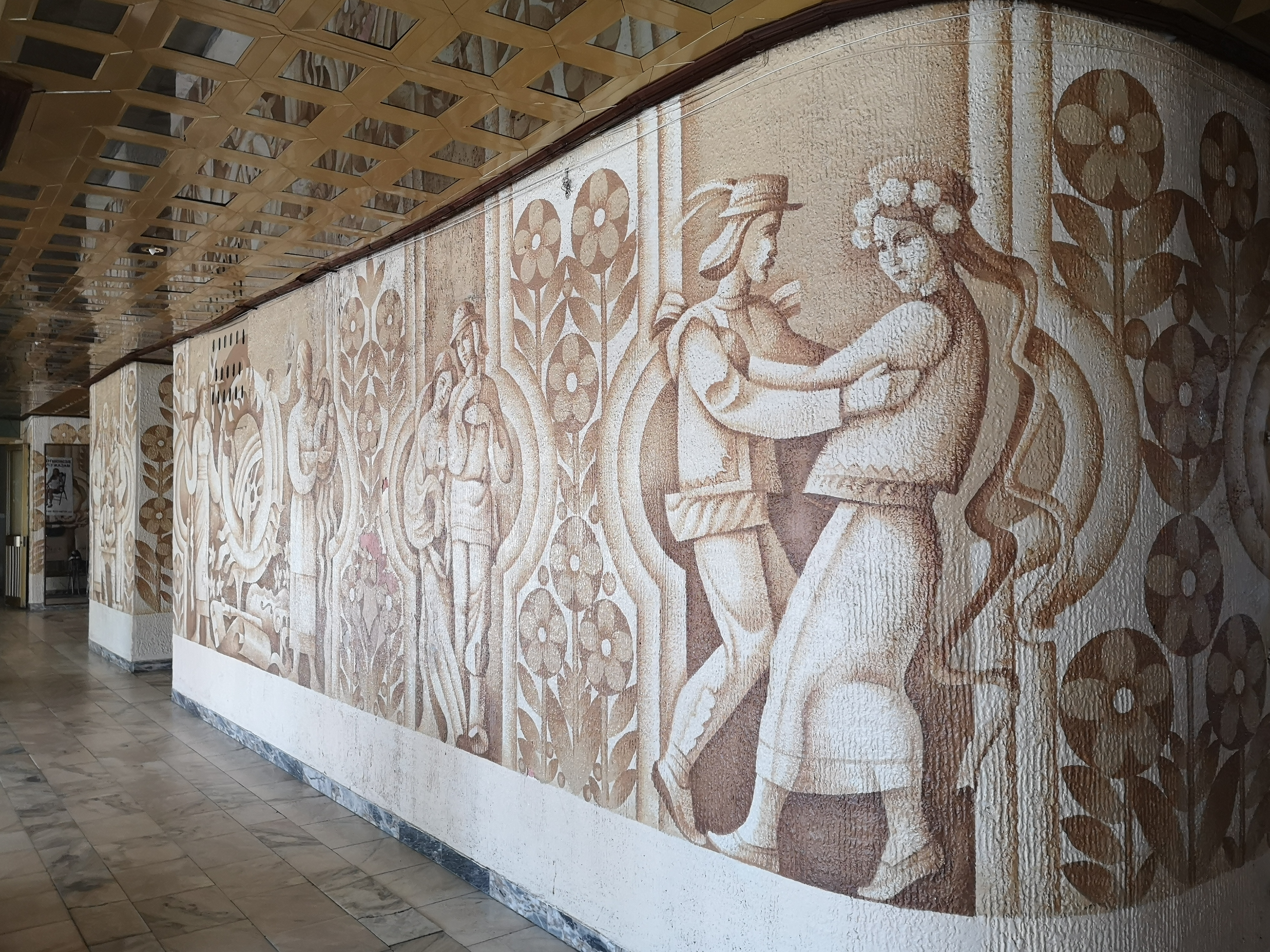
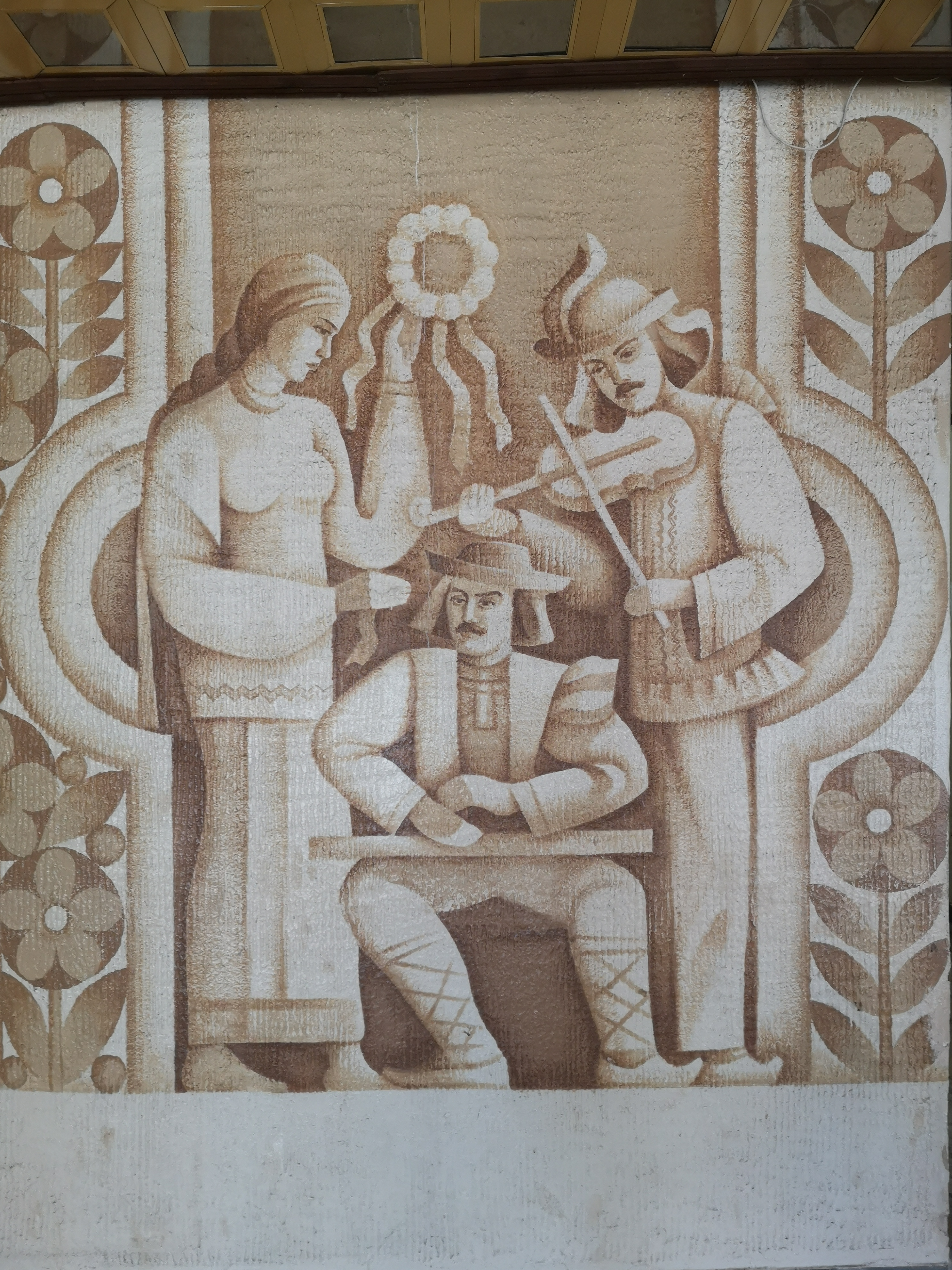

### Барельєф на фасаді Ліцею №16
Сама будівля  Ліцею №16 імені Юрія Дрогобича є типовим проектом школи, але на її фасаді знаходилося авторський барельєф, який був встановлений одразу із спорудженням школи в 1981 році.
У серпні 2022 року, посилаючись на його аварійність, барельєф знищили, спричинивши інтернет-скандал спільноті місцевих активістів, архітекторів та урбаністів.

### Барельєф на фасаді Дрогобицької дитячої мiської лiкарні
Встановлена при будівництві дитячої лікарні.